# Час полнолуния
«Час полнолуния» — советский фильм снятый на Литовской киностудии режиссёром Арунасом Жебрюнасом по его же сценарию.

## Сюжет
Начало XVII века. Для искоренения язычества в Литву прибывает монах-иезуит, фанатично приступающий к насаждению христианства, но дочь местного ксендза Пима — молодая девушка, привержена старым обрядам и сама как само воплощение языческой стихии. Борьба монаха за установление новой веры становится борьбой с собой — некогда давший обет безбрачия он становится одержим страстью и ненавистью к инакомыслящей красавице…

Свободолюбивая язычница в «Часе полнолуния» противостоит иезуиту, который прибыл в Литву по поручению Ватикана, чтобы превратить непокорную страну в плацдарм для распространения христианства дальше, на Восток. Драматургический узел завязывается в пограничном замке, где из-за чумы застревают миссионер и сопровождающая его княжеская чета. В столкновении двух идеологий фанатизм терпит поражение.— Ирина Арефьева — Арунас Жебрюнас. — «Киноцентр», 1990. — 141с. — стр. 10

## Съёмки
Место съёмок — Хотинская крепость.

## В ролях
- Йоргас Панехеас — иезуит-фанатик, посланник Рима
- Мария Пробош — Пиме
- Барбара Брыльска — Барбар, монахиня
- Костас Сморигинас — горбун, слуга иезуита
- Витаутас Паукште — ксёндз
- Юрис Стренга — комендант замка
- Робертас Вайдотас — князь Радвила Нашлайтелис
- Юрате Онайтите — княгиня
- Пятрас Степонавичюс — хромой слуга князя и княгини
- Моника Жебрюнайте — Марта, служанка князя и княгини
- Роландас Буткявичюс — сумасшедший заключенный замка
- Улдис Ваздикс — капитан корабля
- Йонас Пакулис — православный священник
- Герардас Жаленас — протестантский священник
- Владимир Епископосян — простолюдин-язычник
- Саулюс Баландис — простолюдин, сын умирающего от чумы отца
- Янина Матеконите — простолюдинка, женщина с кувшином воды
- Чесловас Стонис — простолюдин, старик с колокольчиком
- Барбара Космал[К 1] — юная обитательница замка

## Критика
картина погружает нас в атмосферу средневекового литовского замка, тяжелыми воротами и неприступными стенами отгороженного от мира, в котором свирепствует чума. Убранство княжеских покоев и мрак подземных коридоров, площадные мистерии и исступленные затворнические бдения, огонь и камень, камень и вода — всё это явлено на экране во всем своем многозначном великолепии. Чего, увы, никак не скажешь о смысле происходящих в фильме событий, в лучшем случае сводящихся к нехитрой аллегории…— кинокритик Вячеслав Шмыров, «Советский экран» № 6, 1989 год

Увиденное — интересно. Фильм не столько о вере и о религиозных и национальных противоречиях в Литве XVII века, сколько о трагедиях, к которым приводит одержимость идеей. Любой. Центральный эпизод ленты, когда Пиме, находящуюся в забытьи, навещают люди разной веры и склоняют её обратиться в православие или лютеранство, а она не в состоянии даже воспринять, чего от нее хотят, — это, мне кажется, метафора сегодняшнего состояния умов, находящихся в «разброде и шатании».— кинокритик Андрей Шемякин, «Мнения», № 2, 1989 год

Режиссёр А. Жебрюнас собирался обратиться к старине, к средневековой поре насильственного насаждения в Европе христианства. Но режиссёра волновали не таинства мистерии, не экзотический антураж палачеств, а скорее испытание стойкости человеческого духа клерикальными интригами и губительными страстями. Замысел Жебрюнаса — в экранных образах выразить антигуманность любой нетерпимости, любого насилия над человеческой природой.— Ирина Арефьева — Арунас Жебрюнас. — «Киноцентр», 1990. — 141с. — стр. 10

## Комментарии
1. ↑  Барбара Космал — дочь актрисы Барбары Брыльской, это дебют 15-летней актрисы, затем она снялась ещё в двух фильмах, но трагически погибла в 1993 году.